# SN Brussels Airlines
Pour les articles homonymes, voir Bruxelles (homonymie).
SN Brussels Airlines (code IATA : SN ; code OACI : DAT) était la compagnie aérienne belge qui a succédé à la Sabena après sa faillite. Elle était basée à l'aéroport de Bruxelles à Zaventem. SN Air Holding a repris la compagnie aérienne belge existante DAT (Delta Air Transport S.A) et a changé sa dénomination en SN Brussels Airlines, qui a été officiellement baptisée le 15 février 2002. À la suite de la fusion avec la compagnie Virgin Express, la société opère maintenant sous le nom Brussels Airlines.

## Histoire

### Création
Le 6 novembre 2001, un coup de tonnerre résonnait dans le ciel belge, la Sabena était en faillite. Cet évènement posait de nombreux problèmes tant sociaux qu'économiques. Des milliers d'emplois risquaient d'être perdus et la Belgique perdait sa compagnie nationale.
Face à cet état de fait, le gouvernement décidait de recréer une Sabena bis, le projet Newsab était né. Comme les Suisses qui ont créé SWISS à  partir de la compagnie régionale Crossair, les Belges allaient créer une nouvelle compagnie sur les bases de DAT. Cette compagnie, filiale de la Sabena, opérait alors des vols européens.

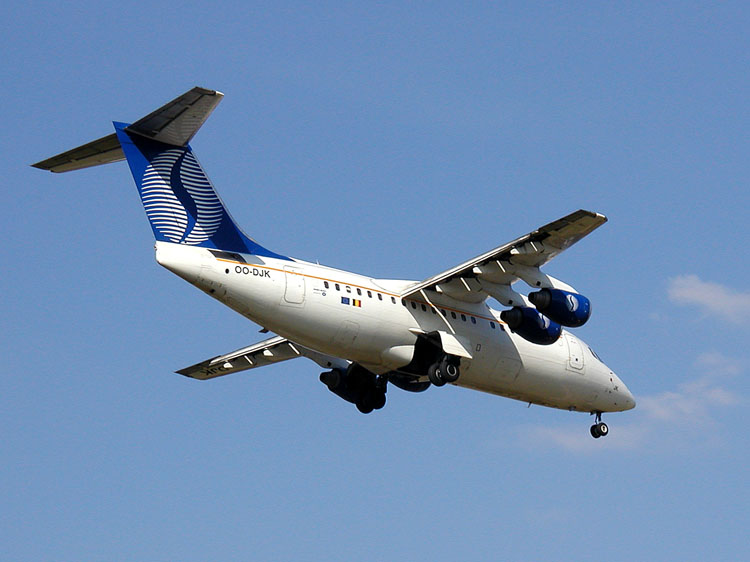
SN BAe 146 old colors

Cependant l'État belge ne voulait plus avoir d'intérêts dans la nouvelle compagnie, elle devait être totalement privée.
Deux pontes de la finance, Étienne Davignon et Maurice Lippens, ont pris en main cette nouvelle compagnie en fédérant autour d'eux un ensemble d'acteurs financiers belges. Cet ensemble nommé SN Air Holding a acheté 92 % de DAT.
Finalement, le projet NewSab donnait naissance à SN Brussels Airlines au début de 2002. La compagnie se positionnait comme une compagnie full-service avec l'ambition de connecter Bruxelles à toutes les villes importantes en Europe et à certaines villes d'Afrique centrale.

### Afrique
L'Afrique était un réseau clé pour la Sabena et le sera aussi pour SNBA. Cependant, la jeune compagnie n'avait pas en 2002 les moyens de mettre en place un tel réseau. Ce furent deux hommes d'affaires, Victor Hasson et Georges Gutelman (ex-TEA-EBA-CityBird), qui avaient créé une compagnie à cet effet. Birdy Airlines mit en place une flotte de 3 A330-301 (ex-Sabena) aux couleurs de SNBA. Les vols vers l'Afrique suspendus pendant quelques mois reprirent au début de 2002.
En 2004, SNBA absorba Birdy Airlines et reprit la quasi-totalité de ses pilotes dans ses rangs.

### Fusion SNBA/Virgin
En 2005, SN Air Holding fusionnait avec Virgin Express, la compagnie concurrente sur la place bruxelloise. À la fin de mars 2006, le plan d'affaires de SNBA pour les années à venir était présenté et il confirmait que les noms SN Brussels Airlines et Virgin Express disparaîtront au profit d'une nouvelle marque : Brussels Airlines. Ce nouveau nom a été révélé le 7 novembre 2006 en même temps que le modèle économique de la nouvelle compagnie. Cette première fusion européenne entre une compagnie traditionnelle et une low-fare donne naissance à un concept hybride. Sur le réseau européen - hors Saint-Petersbourg et Helsinki - la classe affaires disparaît au profit de deux classes éco :
- La B-light avec des allers simples à partir de 49 € TTC.
- La B-flex plus chère qui offre plus de confort et surtout de flexibilité avec la possibilité de changer son billet pour un vol plus tôt le jour même ou de se faire rembourser.

Par ailleurs, le réseau moyen-long courrier de SNBA est conservé en l'état.
Le Belge Philippe Vander Putten (ex-CEO Proximus) est nommé CEO de la future compagnie et prenait ses fonctions sous l'aile de Neil Burrows en septembre 2006. Il agit seul depuis le 1er janvier 2007.

## Flotte

### Composition de la flotte
Avant la fusion avec Virgin (en 2007), la flotte se composait des appareils suivants :
- 14 Avro RJ85
- 12 Avro RJ 100
- 6 BAe 146-200
- 3 Airbus A319-100
- 3 Airbus A330-300

### Avions et leur utilisation
Les appareils du type Avro RJ 85 – Avro RJ 100 – BAe 146-200 étaient employés sur la majorité des destinations européennes. Les destinations moyen-courrier (Casablanca, Helsinki, Istanbul, Moscou Domodedovo et Tel-Aviv) étaient elles desservies par des Airbus A319.

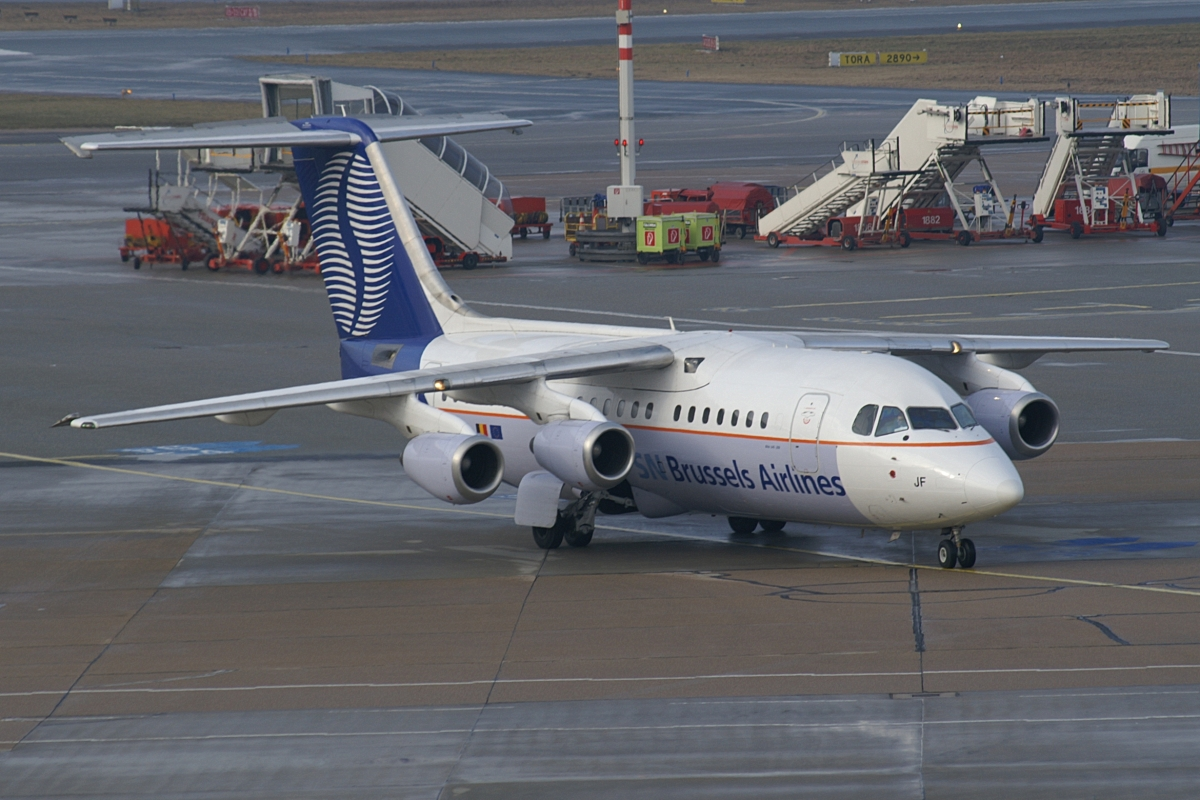
SN BAe 146 New colors

Les trois Airbus A330-300 quant à eux étaient affectés sur les destinations africaines. Ce type d’avion permet également le transport d'environ 30 000 tonnes de fret par an. Depuis le 1er juillet 2006, tous les A330-300 disposaient de cabines avec 30 sièges en business et 254 sièges en classe économique.

## Destinations (avant la fusion de 2007)

### Europe
Athènes, Berlin, Bilbao, Birmingham, Bologne, Bristol, Bruxelles, Budapest, Dubrovnik, Florence, Francfort, Genève, Göteborg, Hambourg, Helsinki, Istanbul, Copenhague, Lisbonne, Londres, Lyon, Madrid, Manchester, Marseille, Milan, Moscou, Munich, Newcastle, Nice, Oslo, Paris, Porto, Prague, Rome, Séville, Sofia, Split, Saint-Pétersbourg, Stockholm, Strasbourg, Toulouse, Turin, Venise, Vilnius, Varsovie, Vienne, Zagreb.

### Proche-Orient
Tel Aviv

### Afrique
Abidjan, Banjul, Bujumbura, Casablanca, Conakry, Dakar, Douala, Entebbe, Freetown, Kigali, Kinshasa (Ndjili), Lomé, Luanda, Monrovia, Nairobi, Yaoundé

### Autres relations
La compagnie n'exerçait son activité qu'en Europe, au Proche-Orient et en Afrique. Cependant, elle a développé de nombreux partenariats avec d'autres compagnies (par le système du partage de code) afin d'offrir une couverture plus importante, principalement pour ses clients réguliers et pour ses connexions avec le réseau africain.
Parmi les partenaires les plus importants, on pouvait trouver :
- American Airlines, vers les États-Unis sur les lignes Bruxelles-Chicago O'Hare et New-York JFK en Boeing 767-300ER,
- Etihad Airways vers Abou Dabi (Émirats arabes unis) et Toronto en Airbus A330-200 (cette dernière relation n'existe plus depuis 2007),
- Hainan Airlines vers Pékin en Boeing 767-300ER,
- British Airways vers Londres Heathrow et Manchester.

Mais aussi : Cyprus Airways (Larnaka), Alitalia (Rome Fiumicino, Milan Malpensa), Malmö Aviation (Stockholm Bromma), Swiss International Air Lines (Genève, Bâle, Zurich), Iberia (Madrid, Barcelone), El Al Israël Airlines (Tel Aviv), Royal Air Maroc (Casablanca), Finnair (Helsinki), CSA Czech Airlines (Prague), Ukraine International Airlines (Kiev), Air Baltic (Riga), FlyLAL (Vilnius), Croatia Airlines (Zagreb).